# Вертер (опера)
Вертер је опера (драмска лирика) у четири чина Жила Маснеа у француском либрету Едуара Блауа, Пола Милијеа и Џорџа Хартмана (који је користио псеудоним Хенри Гремон). Грубо је заснован на немачком епистоларном роману Јади младог Вертера Јохана Волфганга Гетеа, који се заснивао и на чињеницама и на Гетеовој сопственој младости. Раније опере које су користиле роман компоновали су Кројцер (1792) и Пучита (1802).

## Историја извођења
Масне је почео да компонује Вертера 1885, да би га довршио 1887. Те године предао је оперу Леону Карвалу, директору париске Opéra-Comique, али Карвало је одбио да је прихвати са образложењем да је сценарио превише озбиљан. Због пожара у Opéra-Comique и Маснеовог рада на другим оперским пројектима (посебно Esclarmonde), стављена је на страну, све док Бечка опера, задовољна успехом Маснеове опере Манон, није затражила од композитора ново дело. Вертер је премијеру добио 16. фебруара 1892. (у немачкој верзији, у преводу Макса Калбека) у Царском позоришту Хофопер у Бечу.
Премијера на француском језику уследила је у Женеви 27. децембра 1892. Прво извођење у Француској одржала је Opéra-Comique у Théâtre Lyrique у Паризу 16. јануара 1893. године, са Мари Делна у улози Шарлоте и Гијомом Ибосом у насловној улози, под диригентском палицом Жила Данбеа, али опера се није одмах показала успешна.
Вертер је доспео на репертоар у Opéra-Comique 1903. године у продукцији коју је надзирао Алберт Каре, а током наредних пола века опера је тамо изведена преко 1.100 пута, а Леон Бел је постао угледни интерпретатор Вертера.
Премијера у Сједињеним Државама са Метрополитен опером одржана је у Чикагу 29. марта 1894, а затим у главној кући компаније у Њујорку, три недеље касније. Премијера у Великој Британији била је једнократна представа у лондонском Ковент Гардену, 11. јуна 1894. године  са Емом Имс у улози Шарлоте, Сигрид Арнолдсон као Софије и Жаном де Решке у главној улози.
Вертер се и даље редовно изводи широм света и сниман је много пута. Иако је улога Вертера написана за тенор, Масне ју је прилагодио за баритон, када ју је Матија Батистини певао у Санкт Петербургу 1902. Веома се ретко изводи у овој верзији, у којој промене утичу само на вокал насловног карактера. Не постоје друге промене на речима, вокалима других ликова нити на оркестрацији.

## Улоге
| Улога                                                                 | Тип гласа      | Премијера 16. фебруара 1892 (Диригент: Вилхелм Јан ) |
| --------------------------------------------------------------------- | -------------- | ---------------------------------------------------- |
| Шарлота, стара 20 година                                              | мецосопран     | Мари Ренар                                           |
| Софија, њена сестра, стара 15 година                                  | сопран         | Елен Брант-Форстер                                   |
| Вертер, млади песник, стар 23 године                                  | тенор          | Ернест ван Дајк                                      |
| Алберт, Шарлотин вереник; стар 25 година                              | баритон        | Франц Нидл                                           |
| Ле Баили, Шарлотин отац; стар 50 година                               | бас            | Карл Мајерхофер                                      |
| Шмит, пријатељ Баилија                                                | тенор          | Антон Шлитенхелм                                     |
| Јохан, пријатељ Баилија                                               | баритон        | Бенедикт Феликс                                      |
| Брилман, младић                                                       | тенор          | Аугуст Стол                                          |
| Кецхен, Брилманова вереница од седам година                           | мецосопран     | Ема Карлона                                          |
| Деца Баилија - Фриц, Макс, Ханс, Карл, Гретел, Клара                  | дечији гласови |                                                      |
| Становници Вецлара, гости, слуге; ван сценски женски и дечији гласови |                |                                                      |

## Инструментација
2 флауте, 2 обое, 2 кларинета, Б и А, алт саксофон, 2 фагота, 4 рога у Ф, 2 корнета у Б и А, 3 тромбона, туба, тимпани, удараљке (1) (бас бубањ, триангл), харфа, жичани инструменти.

### Чин 1
У јулу, удовички извршитељ (прекршајни судија, а не онај који долази да заплени имовину), учи шесторо најмлађе деце божићним песмама („Noël! Jésus vient de naître"). Његови пратиоци, Јохан и Шмит, стижу док се Шарлота, најстарија ћерка, облачи за бал. Пошто је њен вереник Алберт одсутан, њу треба да прати Вертер, којег судски извршитељ и његови другови сматрају суморним. Вертер стиже ("O Nature, pleine de grâce") и посматра како Шарлота припрема вечеру за млађу браћу и сестре, баш као што је то радила и њена мајка пре него што је умрла. Поздравља је и они одлазе на бал. Алберт се неочекивано враћа након шестомесечног путовања. Није сигуран у Шарлотине намере и разочаран је што је није пронашао код куће, али га уверава и теши млађа Шарлотина сестра Софија. Одлази након што је обећао да ће се ујутро вратити. После оркестралног интерлудија, Вертер и Шарлота се враћају врло касно; он је већ заљубљен у њу. Његово изјављивање љубави прекида најава Албертовог повратка. Шарлота се присећа како је обећала мајци на самрти да ће се удати за Алберта. Вертер је очајан.

### Чин 2
Прошло је три месеца, а Шарлота и Алберт су сада у браку. Они срећно одлазе до цркве како би прославили 50-годишњицу венчања министра, а прати их неутешни Вертер („Un autre est son époux!“). Прво Алберт, а затим Софија („Du gai soleil, plein de flamme“) покушавају да га развеселе. Када Шарлота изађе из цркве, он јој говори о њиховом првом састанку. Шарлота моли Вертера да је пусти, мада она наговештава да би била спремна да га поново прими на Божић. Вертер размишља о самоубиству („Lorsque l'enfant revient d'un voyage“). Наилази на Софију, али девојка не разуме његово узнемирујуће понашање. Алберт сада схвата да Вертер воли Шарлоту.

### Чин 3
Шарлота је на Бадње вече сама код куће. Проводи време читајући писма која је добила од Вертера („Werther! Qui m'aurait dit ... Ces lettres!"), питајући се како је млади песник и како је имала снаге да га испрати. Софија улази и покушава да развесели старију сестру („Ah! le rire est béni“), мада се Шарлота не може утешити („Va! laisse couler mes larmes“). Изненада се појављује Вертер и док јој чита неку песму Осијана („Pourquoi me réveiller?“), схвата да му она узвраћа љубав. Загрле се на тренутак, али она се брзо опрости од њега. Он одлази са мислима о самоубиству. Алберт се враћа кући и проналази жену избезумљену. Вертер шаље гласника Алберту, тражећи да му позајми пиштоље, објашњавајући да иде на дуже путовање. Након што их је слуга узео, Шарлота предосећа трагедију и жури да пронађе Вертера. Оркестрални интермецо („La nuit de Noë“) води без паузе у коначни чин.

### Чин 4
„The death of Werther“: У Вертеровом стану, Шарлота је стигла прекасно да би га спречила да пуца у себе; он умире. Она га теши изјавом љубави. Он тражи опроштај. Након што он умре, Шарлота се онесвести. Напољу се чују деца која певају божићну песму.

## Снимци
Добар снимак комплетне опере снимила је у јануару 1931. Француска Колумбија са француском глумачком екипом и оркестром и хором Opéra-Comique под управом Елије Коена. Хенри Фогел из часописа Фанфаре, пишући 1992. године, набројао је 14 комплетних снимака и сматрао је овај најбољим из серије. Његов колега, Џејмс Камнер, рецензирајући реиздање Опере д'Оро 2003. године, назвао ју је „једним од блага снимљене опере. . . . Нажалост, пренос је превише филтриран. Високе фреквенције се губе, што перформансама даје неоправдану уједначеност. Срећом, Наксос нуди исти снимак који је стручно пренео Вард Марстон“. Алан Блајт, дајући веома позитивну критику поновног издавања снимка са Албертом Лансеом у улози Вертера и Ритом Гор у улози Шарлоте 2004. године, ипак је истакао да „ни једни ни други немају идеалну суптилност најбољих Маснеових певача, попут Валина и Тила на класичном, предратном сету, сада на Наксосу“.
Поред тога, многи од највећих француских и италијанских певача протеклог века или више забележили су појединачне арије из Маснеовог ремек-дела.